# 萊恩·布拉西爾
萊恩·大衛·布拉西爾（英語：Ryan David Brasier，1987年8月26日—），為美國職棒大聯盟的投手，目前效力於芝加哥小熊。他先前曾效力於天使、紅襪、道奇，以及日職的東洋鯉魚等隊。他身高183公分，體重102公斤，是右投右打。

## 職業生涯

### 洛杉磯天使
2007年美國職棒大聯盟選秀，天使在第六輪選進布拉西爾。
2013年5月2日，布拉西爾升上大聯盟。整季他出賽7場比賽，投出7次三振，防禦率2.00。2014年，他因為進行湯米約翰手術，導致整季報銷。

### 奧克蘭運動家
2015年7月7日，布拉西爾與運動家簽下小聯盟約。整季他因為動手術而報銷，只在小聯盟出賽6場比賽。2016年，他在3A繳出3.56的防禦率。

### 廣島東洋鯉魚
運動家原本打算邀請布拉西爾參加2017年的大聯盟春訓，但是他打算到其他國家尋求機會。最後他在2016年12月14日加盟日職的廣島東洋鯉魚。他在那裡繳出3.00的防禦率，而他也表示日本教練成功的幫他找回了投球機制。

### 波士頓紅襪
2018年3月4日，布拉西爾與紅襪簽下小聯盟約。他在3A繳出3.71的防禦率，並入選3A明星賽。他在7月9日成功重返大聯盟。8月30日，他靠著球隊逆轉勝終於拿下大聯盟首勝。整季他的防禦率僅1.60，證明了他是球隊不可或缺的牛棚投手。他在季後賽共投8.2局僅失1分，是幫助紅襪奪冠的關鍵人物。
2019年4月3日，布拉西爾拿下大聯盟生涯首次救援成功。整季他拿下2勝4敗，防禦率4.85，另有7次救援成功。
2020年，大聯盟賽季縮減。整季他拿下1勝，防禦率3.96。球季結束後，他和球隊續簽一年合約。2021年，他拿下1勝1敗，防禦率1.50。他在6月3日還因為被打者擊出的球打到頭部而住院檢查。季後賽方面，他出賽7場比賽，最後紅襪在美聯冠軍賽止步。11月30日，他和球隊續簽一年140萬美元的合約。
2022年，布拉西爾吞下3敗，防禦率5.78。2023年1月13日，他和紅襪續簽一年合約。但這年他的防禦率高達7.29。最後他在5月14日遭到指定讓渡。5月21日，紅襪將他釋出。

### 洛杉磯道奇
2023年6月5日，布拉西爾與道奇簽下小聯盟約。他在3A投了兩場比賽無失分後，便在6月底升上3A。該年他在大聯盟的防禦率僅0.70。
2024年2月8日，他與道奇續簽2年900萬美元的延長合約。4月29日，他的右小腿拉傷，因此進入傷兵名單。

## 外部連結
- 球員資訊和成績在MLB，ESPN，Baseball-Reference，Fangraphs（英文）